# اينيس
كلية اينيس هي واحدة من الكليات التابعة لجامعة تورنتو. هي اصغر كليات الجامعة بالنسبة للحجم وثاني اصغر كلية بالنسبة للتعداد بما يقرب 1870 طالب مقيد بها. ولقد سميت على اسم أستاذ الاقتصاد السياسى بجامعة تورنتو «هارولد اينيس».